# Тоора-Хемский сумон
Тоора-Хемский сумон — административно-территориальная единица (сумон) и муниципальное образование со статусом сельского поселения в Тоджинском кожууне Тывы Российской Федерации.
Административный центр — село Тоора-Хем.

## Население
| 2017 | 2018  |
| ---- | ----- |
| 3160 | ↗3170 |

## Состав сумона
| № | Населённый пункт | Тип населённого пункта       | Население |
| - | ---------------- | ---------------------------- | --------- |
| 1 | Салдам           | село                         |           |
| 2 | Тоора-Хем        | село, административный центр | ↗3264     |